# Львовски, Ноэми
Ноэми Львовски (фр. Noémie Lvovsky; род. 14 декабря 1964, Париж, Франция) — французская актриса, кинорежиссёр и сценаристка.

## Биография
Ноэми Львовски родилась 14 декабря 1964 года в Париже. Её дед и бабка по отцу эмигрировали во Францию из Одессы, спасаясь от антисемитизма. Училась в киношколе «Ля Феми», которую закончила в 1986 году, вместе с Арно Деплешеном, с которым она работала в дальнейшем. В её первых двух фильмах дебютировала Эммануэль Дево.
В 1994 году поставила свой первый полнометражный игровой фильм «Забудь меня».
Ноэми Львовски была номинирована четыре раза на премию «Сезар» в номинации «лучшая женская роль второго плана»: в 2002 году за фильм «Моя жена — актриса», в 2006 за «Задний план» и в 2008 за «Сон предыдущей ночи». Её фильм «Чувства» был номинирован на премию «Сезар» за лучший фильм в 2004 году.
В 2012 году фильм «Камилла раздваивается» были отобраны для участия в программе «Две недели режиссеров», где он получил «Приз общества драматических авторов и композиторов» (SACD). В 2013 году лента получила 10 номинаций на премию «Сезар».

## Фильмография
| Год  |   | Русское название              | Оригинальное название                       | Роль                   |
| ---- | - | ----------------------------- | ------------------------------------------- | ---------------------- |
| 2020 | ф | Как быть хорошей женой        | La bonne épouse                             | Мария Тереза           |
| 2018 | ф | Один король — одна Франция    | Un peuple et son roi                        | жена «Дяди»            |
| 2016 | ф | Шоколад                       | Chocolat                                    | мадмуазель Дельво      |
| 2016 | ф | Розалин Блюм                  | Rosalie Blum                                | Розалин Блюм           |
| 2015 | ф | Наше лето                     | La Belle Saison                             | Моник                  |
| 2014 | ф | Моя старушка                  | My Old Lady                                 | доктор Флоренс Горовиц |
| 2014 | ф | Клуб «Грусть»                 | Tristesse Club                              | Ребекка                |
| 2013 | ф | Джеки в царстве женщин        | Jacky au royaume des filles                 | Тата                   |
| 2012 | ф | Камилла раздваивается         | Camille redouble                            | Камилла                |
| 2012 | ф | Прощай, моя королева          | Les adieux à la reine                       | мадам Кампан           |
| 2011 | ф | Каникулы на море              | Le Skylab                                   | тётя Моник             |
| 2011 | ф | Предполагаемые виновные       | Présumé coupable                            | Эдит Мареко            |
| 2011 | ф | Дом терпимости                | L'Apollonide (Souvenirs de la maison close) | Мари-Франс             |
| 2011 | ф | 17 девушек                    | Dix-sept filles                             | школьная медсестра     |
| 2010 | ф | Свободные руки                | Les mains libres                            | Рита                   |
| 2010 | ф | Копакабана                    | Copacabana                                  | Сюзанна                |
| 2009 | ф | Красивые парни                | Les beaux gosses                            | мадам д'Эрвэ           |
| 2009 | ф | Коко                          | Coco                                        | Бриджит                |
| 2008 | ф | Простая душа                  | Un coeur simple                             | Настасья               |
| 2007 | ф | Сон предыдущей ночи           | Actrices                                    | Натали                 |
| 2006 | ф | Большая квартира              | Le grand appartement                        | Шарлотта Фалингар      |
| 2005 | ф | Задний план                   | Backstage                                   | Жюльет                 |
| 2005 | ф | Один уходит — другой остается | L'un reste, l'autre part                    | Николь                 |
| 2004 | ф | Короли и королева             | Rois et reine                               | Елизабет               |
| 2002 | ф | Если бы я был богат           | Ah! Si j'étais riche                        | Клэр                   |
| 2001 | ф | Моя жена — актриса            | Ma femme est une actrice                    | Натали                 |